# Agave ornithobroma
Agave ornithobroma ist eine Pflanzenart aus der Gattung der Agaven (Agave). Ein englischer Trivialname ist „Grass-Like Agave“.

## Beschreibung
Agave ornithobroma wächst einzeln bis gruppenbildend und bildet einen kurzen Stamm. Die grünen bis rötlichen, linealisch, variabel angeordneten, glatten, kurz spitz zulaufenden Blätter sind 60 bis 75 cm lang, 0,5 bis 0,8 cm breit. Die weißen bis rötlichen Blattränder sind faserig. Der Enddorn ist 0,6 bis 1 cm lang.
Der ährige Blütenstand wird 2,5 bis 3 m hoch. Die grünen, rötlichen bis purpurfarbenen Blüten sind 30 bis 50 mm lang und erscheinen paarig am oberen Teil des Blütenstandes. Die trichterige Blütenröhre ist 9 bis 13 mm lang.
Die Chromosomenzahl beträgt 2n = 180.

## Systematik und Verbreitung
Agave ornithobroma wächst in Mexiko in den Bundesstaaten Sinaloa und Nayarit auf vulkanischem Felsgestein in tropischen Savannen-Tiefland-Regionen.
Die Erstbeschreibung durch Howard Scott Gentry ist 1982 veröffentlicht worden.
Agave ornithobroma ist ein Vertreter der Sektion Filiferae. Das Vorkommen ist verstreut in der Sierra Madre Occidental. Die in kleinen Kolonien wachsenden Pflanzen sind weit verbreitet. Sie ist eng verwandt mit Agave geminiflora, jedoch sind Unterschiede in Form, Blatt- und Blütenstruktur erkennbar.